# 富通科技
富通科技發展控股有限公司，簡稱富通科技發展控股、富通科技發展，以及富通科技（英語：FUTONG TECHNOLOGY DEVELOPMENT HOLDINGS LIMITED，港交所：0465），在2000年由陳健（董事長及首席執行官）、張昀、關濤和謝輝，於北京（總部）成立。
業務在中國內地和全球經營提供信息解決方案、經銷企業信息科技產品及提供信息科技技術支持服務。
該股份在2009年12月4日於港交所主板上市。招股價為1.63港元，發售股份為7500萬股，集資額為1.2億港元。

## 連結
- futong.com.hk （页面存档备份，存于）